# شوهر اجاره‌ای
شوهر اجاره‌ای (اسپانیایی: Un marido a precio fijo‎) یک فیلم کمدی اسپانیایی به کارگردانی گونسالو دلگراس است که در سال ۱۹۴۲ منتشر شد.